# Richard Marx
Richard Noel Marx (Chicago, 16 de setembro de 1963) é um cantor e compositor estadunidense. Seu primeiro êxito como compositor ocorreu em 1984 com "What About Me?",  gravada por Kenny Rogers, Kim Carnes e James Ingram, e liderou as tabelas musicais estadunidenses e canadenses de Adult contemporary. Seu segundo número um foi com "Crazy" de 1985, que ele co-escreveu com Rogers e alcançou o primeiro lugar na Hot Country Songs. Em 1987, Marx lançou seu álbum de estreia autointitulado, que recebeu a certificação de platina tripla pela RIAA. Seu primeiro single, "Don't Mean Nothing", alcançou número três pela Billboard Hot 100. A seguir, Marx adquiriu intensa popularidade com o álbum Repeat Offender (1989), que liderou a tabela estadunidense Billboard 200, e foi impulsionado pelo lançamento de seu single mais vendido: "Right Here Waiting", número um em países da América do Norte, Europa e Oceania. Ao longo dos anos, Marx lançou diversos álbuns e singles, enquanto continuou a produzir material para outros artistas, incluindo "This I Promise You" de N'Sync e "Dance with My Father" de Luther Vandross.
Marx é o único artista masculino da história a ter seus primeiros sete singles alcançando o top 5 das tabelas da Billboard. Além disso,. ele possui um total de catorze singles número um, tanto como intérprete quanto como compositor/produtor, em diversas tabelas da Billboard em cada uma das últimas quatro décadas. Como cantor, possui vendas de álbuns de mais de trinta milhões de cópias mundialmente, seus êxitos número um em singles incluem "Right Here Waiting", "Hold On to the Nights" e "Satisfied". Marx foi indicado a cinco prêmios Grammy. Em 2003, ele venceu o Grammy de Canção do Ano por "Dance with My Father".

## Biografia
Marx nasceu em Chicago, Illinois, filho único de Ruth (nascida Guildoo), uma ex-cantora, e Dick Marx, um músico de jazz e fundador de uma empresa de jingles no início dos anos 1960. Seu pai era descendente de alemães-judeus. Marx frequentou a North Shore Country Day School e possui três meio-irmãos do casamento anterior de seu pai.

## Carreira artística

### Década de 1960–1986: Primeiros trabalhos como cantor e composição
A carreira musical de Marx começou aos cinco anos de idade, quando ele iniciou cantando jingles comerciais escritos pela empresa de seu pai. Em sua lista de êxitos publicitários incluem trabalhos para Arm & Hammer, Ken-L Ration e Crunch da Nestlé. Ainda jovem, ele se apresentou na escola onde estudava, com uma canção do grupo The Monkees, fato este que fez com que soubesse que queria trabalhar com música. Marx começou a escrever canções e, quando estava no ensino médio, gravou uma demo com quatro canções. Aos dezessete anos e morando em Highland Park, Illinois, uma fita de suas canções acabou nas mãos do cantor Lionel Richie, que gostou das faixas e da voz de Marx. Richie avaliou que ele tinha talento, mas que precisava se mudar para Los Angeles. Em 1981, Marx se muda para Los Angeles, e começa a realizar apresentações como cantor de apoio. Mais tarde, ele serviu de vocais de apoio no álbum de estreia autointitulado de Richie de 1982, incluindo o single "You Are". Ele também realizou vocais de apoio em Can't Slow Down (1983), segundo álbum de estúdio de Richie, incluindo os singles “All Night Long” e “Running with the Night”.
Enquanto trabalhava em uma sessão para o cantor Kenny Rogers, Marx ouviu-o dizendo que precisava de mais canções para seu álbum em produção, então ele foi para seu apartamento naquela noite e, em um teclado escreveu “Crazy”. Na sessão seguinte, Marx reuniu coragem para tocá-la para Rogers, que gostou da canção e a gravou, lançando-a como o segundo single de seu álbum What About Me?, que atingiu o topo da Billboard Hot Country Songs. O primeiro single retirado do álbum, intitulado "What About Me?", que também possui composição de Marx, alcançou o primeiro lugar pela Billboard Adult Contemporary, dando a ele seu primeiro hit número um como compositor.
Marx logo começou a pensar em uma carreira solo e, em 1984, montou uma nova demo de quatro canções para apresentar a gravadoras, sendo contratado a seguir pela Manhattan Records. Ele ainda continuou a compor e a realizar vocais de apoio em materiais de outros artistas como no álbum de estreia da cantora Whitney Houston lançado em 1985 e na faixa "White Heat" do álbum True Blue (1986) da cantora Madonna.

### 1987–1990: Álbum de estreia e popularidade comRepeat Offender
O álbum de estreia autointitulado de Marx, lançado em 15 de junho de 1987, produziu quatro singles e atingiu a posição de número oito pela tabela estadunidense Billboard 200. Além disso, por suas vendas recebeu certificação de platina tripla. Seu single de estreia, "Don't Mean Nothing", alcançou a terceira posição na estadunidense Billboard Hot 100 e a liderança na Billboard Top Rock Tracks. Marx tornou-se o primeiro novo artista a ser tocado em 117 estações de rádio em todo o país durante sua primeira semana nas tabelas musicais. Os próximos dois singles, "Should've Known Better" e "Endless Summer Nights", alcançaram a terceira e a segunda posição, respectivamente na Billboard Hot 100. O quarto single lançado do álbum, "Hold On to the Nights", rendeu a Marx seu primeiro hit número um. Os três últimos singles do álbum também obtiveram êxito na Billboard Adult Contemporary, iniciando uma longa sequência de sucessos na respectiva tabela.
Para promover seu álbum autointitulado, Marx embarcou em sua primeira turnê mundial, inicialmente como ato de abertura de bandas como REO Speedwagon e Night Ranger, entretanto, devido sua crescente popularidade, rapidamente passou a liderar seus próprios concertos. Sua primeira turnê o manteve viajando por catorze meses.
Em 1988, Marx foi indicado ao Grammy de Melhor Desempenho Vocal de Rock - Solo por "Don't Mean Nothing". No mesmo ano, a canção "Surrender to Me", que ele co-escreveu com Ross Vanelli, foi trilha sonora do filme Tequila Sunrise. Em 26 de abril de 1989, ele lançou seu segundo álbum de estúdio intitulado Repeat Offender. O álbum alcançou o primeiro lugar na Billboard 200, recebeu certificação de platina tripla nos Estados Unidos em poucos meses de lançamento e vendeu mais de cinco milhões de cópias mundialmente. Seu êxito foi impulsionado pelo single "Right Here Waiting", que tornou-se a canção assinatura de Marx. Comercialmente, a canção foi o primeiro número um na tabela Billboard Adult Contemporary conquistado por Marx como cantor, bem como seu primeiro grande êxito fora da América do Norte, alcançando o primeiro lugar em vários países europeus e oceania e dando a ele seu primeiro hit no top dez no Reino Unido. Tanto "Right Here Waiting" quanto o primeiro single do álbum, "Satisfied", lideraram a Billboard Hot 100.
O terceiro single do álbum, "Angelia", também desfrutou de popularidade, posicionando-se nas tabelas da Billboard em número quatro pela Hot 100 e de número dois pela Adult Contemporary, onde permaneceu neste último na mesma posição por diversas semanas. "Children of the Night" foi lançado como sexto e último single de Repeat Offender, a canção foi composta em apoio a uma organização de refugiados baseada em Van Nuys, tendo seus valores arrecadados doados a caridade. Ainda em 1989, Marx iniciou sua segunda turnê mundial, no ano seguinte, ele recebeu sua segunda indicação ao Grammy, desta vez na categoria de Melhor Performance Vocal Pop - Masculino por "Right Here Waiting".

### 1990–1999:Rush Street,Paid VacationeFlesh and Bone
Now and Forever foi o maior hit do disco Paid Vacation de 1994, mas não teve tanto sucesso como os anteriores, e assim Marx entrou em um período de exclusão, voltando em 1997 com Flesh & Bone. Depois daquele ano, Richard Marx produziu um CD com os maiores sucessos, ao mesmo tempo em que produziu At The Beginning, um dueto com Donna Lewis que se tornou tema do filme Anastásia.
Não apenas as grandes baladas dele estão incluídas no álbum Greatest Hits, mas também há músicas mais movimentadas como Should've Known Better e Satisfied, além de outras viagens líricas - Don't Mean Nothing, Take This Heart e Hazard.
Em 1999, Richard Marx começou a trabalhar em seu próprio estúdio, enquanto isso já escrevia novas canções para o sexto álbum, além de ter tempo para se dedicar a instituições de caridade que ajudam pessoas com problemas, ou mesmo institutos de tratamento de doenças como a fibrose cística, e ainda uma lista longa de causas humanitárias.
O trabalho de Richard com outros artistas a partir de 1999 inclui a produção de músicas para Laura Pausini e Sarah Brightman. Mas ele também produziu If You Ever Leave Me para Barbra Streisand e Vince Gill. Produziu também This I Promise You para o 'N Sync, Still Holding Out For You para as garotas do grupo country SHeDAISY.

### 2000–2010:Days in Avalon,My Own Best Enemy,Emotional RemainseSundown
Em 2000, Marx co-escreveu e produziu canções como Angel On My Shoulder para Natalie Cole e To Where You Are para a ópera do cantor Josh Groban. Seu trabalho com Kenny Rogers  incluiu duas canções, Crazy Me e I Do It For Your Love. Por outro lado, Richard Marx escrevia as canções para o sexto álbum de estúdio. Days in Avalon foi lançado em 2000. Depois disso, escreveu e produziu canções com Michael Bolton para o álbum Only a Woman Like You de 2001, e escreveu quatro canções com Kenny Loggins. No Japão, lançou seu álbum Days in Avalon em setembro de 2002.
Richard Marx ganhou um Grammy em 2004 para a canção Dance With My Father, que ele escreveu com Luther Vandross. No mesmo ano, lançou o álbum My Own Best Enemy, um trabalho com 12 canções novas. Richard Marx escreveu todas as músicas, mas apenas com exceção de uma canção escrita por Fee Waybill. De acordo com Richard Marx, este álbum é um retorno as guitarras de base e ao rock iguais ao início de sua carreira, nos quais foi influenciado durante os anos pela R&B music e pela música country.
Em junho de 2008, Marx  participou do programa de TV "Songwriters In The Round Presents: Legends & Lyrics." no Episódio 102 da primeira temporada, Marx aparece com Kenny Loggins, Nathan Lee, e com a banda Three Doors Down.  Neste episódio aparece também uma entrevista com Diane Warren.
Numa entrevista publicada na revista Rolling Stone em Junho de 2009, Marx disse que se sentiu "envergonhado" ao ser vinculado a uma multa de $ 1,92 milhão de dolares contra Jammie Thomas-Rassetby, por conta do processo aberto pela RIAA (Recording Industry Association of America).  Rasset tinha compartilhado 24 músicas no site de compartilhamento de arquivos Kazaa em 2005, e "Now and Forever" de Marx era uma das músicas. Marx tocou piano na canção "Here", além de produzir para Matt Scannell, participando nos vocais em duas músicas do album Vertical Horizon's de 2009. Também apareceu em um video no YouTube "ASK KevJumba 2," cantando com KevJumba.

### 2010–2020:Christmas SpiriteBeautiful Goodbye
Em Março de 2011, Marx canta uma prova da NASCAR.
Em Maio de 2011, Marx foi convidado para o palco do Curran Theatre de São Francisco, onde ocorria a noite de abertura de uma apresentação de Hugh Jackman. Ao apresentar o hóspede misterioso, Jackman disse que era fundamental para ajudá-lo no show, pois já haviam ensaiado. O hóspede misterioso foi revelado como sendo Marx. Eles então cantaram "Right Here Waiting", e acabaram mudando a letra do último refrão para "Right Here Waiting for Hugh".
No verão de 2011, Marx colabora com a dupla de comediantes da internet Rhett and Link.
Entre 2016 e 2017, Marx apareceu num programa de TV na Austrália, cantando "Right Here Waiting" num comercial do HotelsCombined.
O cantor também ajudou a prender um passageiro desordeiro num voo da Korean Air. Foi o próprio músico que partilhou a história nas redes sociais.  Segundo Marx, o incidente aconteceu num voo de Seul, na Coreia do Sul, para Hanói, no Vietnam.  O homem terá começado a atacar outros passageiros, criando um "caos" no avião, contou o cantor, que considerou a situação "perigosa".  Numa imagem divulgada por Marx no Twitter é possível ver o cantor segurando uma corda para imobilizar o passageiro.
Richard Marx lança um novo álbum - Limitless - no início de 2020.

## Vida pessoal

### Casamento e filhos
Em 8 de janeiro de 1989, Marx casou-se com a cantora, dançarina e atriz Cynthia Rhodes, que ele conheceu enquanto gravava uma canção demo para o filme de John Travolta, Staying Alive (1983), no qual Rhodes protagonizou. Ela participou do primeiro vídeo musical de Marx -  "Don't Mean Nothing", como protagonista feminina. O casal possui três filhos: Brandon (nascido em 1990), Lucas (nascido em 1992) e Jesse (nascido em 1994). Em abril de 2014, o casal anunciou que estava se divorciando após 25 anos de casamento.
Em 23 de dezembro de 2015, Marx casou-se com a empresária e ex-apresentadora da MTV Estados undos, Daisy Fuentes, em Aspen, Colorado.

## Discografia
- Richard Marx (1987)
- Repeat Offender (1989)
- Rush Street (1991)
- Paid Vacation (1993)
- Flesh and Bone (1997)
- Days in Avalon (2000)
- My Own Best Enemy (2004)
- Duo (Acoustic, with Matt Scannel) (2008)
- Sundown (2008)
- Emotional Remains (2008)
- Stories to Tell (2010)
- Inside My Head (2012)
- Beautiful Goodbye (2014)
- Limitless (2020)
- Songwriter (2022)